# Alexander Lawson
Alexander Lawson, né en 1773 à Lanarkshire en Écosse et mort en 1846 à Philadelphie, est un graveur américain.

## Biographie
Il émigre aux États-Unis d'Amérique en 1794 et s’installe à Philadelphie. Il commence à travailler comme graveur pour l’Encyclopædia de Thomas Dobson (1751-1823) (une adaptation d’Encyclopædia Britannica). Il réalise aussi les gravures de l’American Ornithology (1808-1814) d’Alexander Wilson (1766-1813) ainsi que sa suite réalisée par Charles-Lucien Bonaparte (1803-1857). Lawson réalise également les planches de conchyliologie des ouvrages de Samuel Stehman Haldeman (1812-1880) et d’Amos Binney (1803-1847).
Son fils, Oscar A. Lawson (1813-1854), et sa fille, Helen E. Lawson, sont aussi graveurs.